# Deaf President Now!
Cet article concerne le film documentaire. Pour le mouvement des étudiants sourds, voir Deaf President Now.
Pour plus de détails, voir Fiche technique et Distribution.
Deaf President Now! (litt. « Président sourd immédiatement ! ») ou Deaf President Now : un mouvement étudiant est un film documentaire américain réalisé par Nyle DiMarco et Davis Guggenheim, exclusivement sorti en 2025 sur Apple TV+.
Il s'agit de l'adaptation du livre Deaf President Now! The 1988 Revolution at Gallaudet University de John B. Christiansen et Sharon N. Barnartt, dépeignant le mouvement des étudiants sourds à l'université Gallaudet (Washington), en mars 1988.
Il est présenté au Festival du film de Sundance 2025.

## Synopsis
En mars 1988, à l'université Gallaudet (Washington) — la seule université pour Sourds dans le monde entier, quatre étudiants et militants sourds, Greg Hlibok, Jerry Covell, Bridgetta Bourne-Firl et Tim Rarus, vont tout faire pour mener une foule sourde en colère pour réclamer un président sourd — bien que cette université soit toujours dirigée par des présidents entendants depuis sa création en 1864, sans imaginer qu'ils vont changer le monde en huit jours avec la police, les médias, la communauté sourde qui n'avait aucune idée d'eux.

## Fiche technique
Sauf indication contraire, les informations mentionnées dans cette section peuvent être confirmées par les bases de données cinématographiques IMDb et Allociné,  présentes dans la section « Liens externes ».
- Titre original : Deaf President Now!
- Titre français : Deaf President Now : un mouvement étudiant[2]
- Réalisation : Nyle DiMarco et Davis Guggenheim
- Scénario : n/a
- Musique : Marco Beltrami et Buck Sanders
- Décors : Mars Feehery
- Costumes : Mikhaela Zabalerio
- Photographie : Jonathan Furmanski
- Son : Samir Foco et Tom Sayers
- Montage : Michael Harte
- Production : Nyle DiMarco, Davis Guggenheim, Michael Harte, Jonathan King et Amanda Rohlke[5]
  - Production déléguée : Lizzie Fox, Casey Meurer et Laurene Powell Jobs[5]
  - Coproduction : Kai De Mello-Folsom
  - Production associée : Richard Loya
- Société de production : Concordia Studio
- Société de distribution : Apple Original Films
- Pays de production :  États-Unis
- Langue originale : anglais, langue des signes américaine
- Format : couleur — son Dolby Atmos, Dolby 5.1,
- Genre : documentaire
- Durée : 101 minutes[1]
- Dates de sortie :
  - États-Unis : 28 janvier 2025 (Festival du film de Sundance)
  - Monde : 16 mai 2025 (Apple TV+)[2]

## Distribution

### Acteurs principaux
- Tim Rarus (VO : Tim Blake Nelson)[5] : lui-même, militant sourd
  - Danny Lund : Tim, jeune (doublure)
- Greg Hlibok (VO : Leland Orser)[5] : lui-même, militant sourd
  - Charlton Hlibok :  : Greg Hlibok, jeune
  - Weston Broache : Greg, jeune (doublure)
- Jerry Covell (VO : Paul Adelstein)[5] : lui-même, militant sourd
  - Shawn Harmon : Jerry Covell, jeune
  - Jesse Milliner : Jerry, jeune (doublure)
- Bridgetta Bourne-Firl (VO : Abigail Marlowe)[5] : elle-même, militante sourde
  - Daniela Maucere : Bridgetta Bourne-Firl, jeune
  - Nicole Ohara : Bridgetta, jeune (doublure)
- Irving King Jordan[5] : lui-même, premier Président sourd de l'université Gallaudet

### Acteurs secondaires
- Jane Bassett Spilman : elle-même
- Elisabeth Zinser : elle-même
  - Caitlin McDonald : Elisabeth Zinser (doublure)
- Lucy Oppenheimer : l'interprète en langue des signes américaine du journal télévisé Nightline

## Production

### Contexte
En 1864, Edward Miner Gallaudet (1837-1917) fonde une école Columbia Institution for the Instruction of the Deaf and Dumb and the Blind (litt. « Institut de Columbia pour renseignements aux Sourds-Muets et Aveugles ») — avant d'en arriver au collège Gallaudet en 1894, puis à l'université Gallaudet en 1986 — à Washington : la première université au monde pour les étudiants sourds. Depuis lors, personne dans la communauté des Sourds ne pouvait se présenter comme haut fonctionnaire ou président.
En 1987, Jerry C. Lee (en), président depuis 1984, démissionne. Un argument contre un président sourd qui s'ensuit est dû au fait qu'il n'y ait pas de « personnes sourdes suffisamment bien formées ». Au cours des mois suivant la démission de Jerry C. Lee, le conseil d'administration de l'université Gallaudet ont examiné les candidats pour le prochain président et, pendant cette période, plusieurs organisations ont mené campagne pour qu'un président sourd soit présenté. Celles-ci ont écrit des lettres d'approbation au conseil d'administration recommandant des candidats sourds qualifiés et s'adressant aux médias pour obtenir du soutien. Certains, comme le vice-président George H. W. Bush et les sénateurs Bob Dole, Bob Graham, Tom Harkin et Lowell Weicker, ont également écrit des lettres d'approbation de la cause. Ces efforts ont été en vain.
Le 28 février 1988, le conseil d'administration décide de réduire le nombre limité de trois candidats :
- Elisabeth Zinser, entendante ;
- Irving King Jordan, devenu sourd à l'âge de 21 ans, doyen de l'université Gallaudet ;
- Harvey Corson (en), sourd de naissance, directeur de l'école spécialisée pour Sourds, à Louisiane.

Le 6 mars 1988, Elisabeth Zinser est élue comme Présidente, et les étudiants sont en colère contre cette décision : c'est le début du mouvement baptisé « Deaf President Now ».

### Développement
« J'ai appris cette manifestation beaucoup plus tôt avant de m'inscrire à l'université Gallaudet, et c'est pourquoi j'ai beaucoup de chance de venir d'une famille sourde. Je suis donc, en fait, de la quatrième génération, et c'est une histoire qui a été très transmise de génération en génération au sein de notre communauté, en quelque sorte de « main à la main ». Je me souviens, quand j'avais sept ans, ma mère nous a demandé de s'asseoir et nous a raconté l'histoire de ces sept jours à la Gallaudet, et je n'arrivais pas à y croire. Vous savez, c'est fou ! du fait que penser qu'il n'y ait jamais eu une université sourde sans président sourd, et qui était entièrement dirigée par des entendants, mais le temps a vraiment changé huit ans plus tard. »

— Nyle DiMarco.

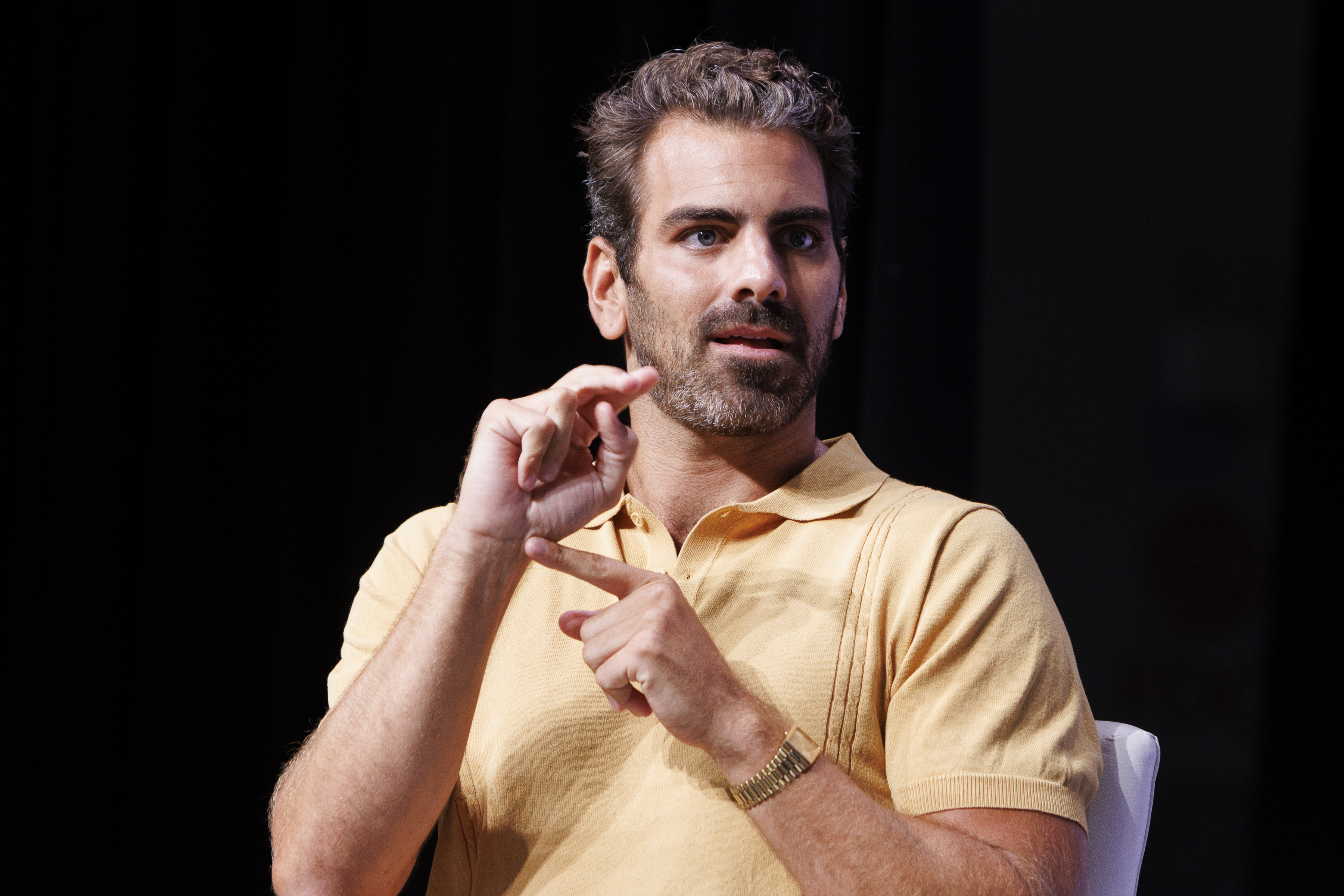
Nyle DiMarco en 2022.

Fin juillet 2020, Nyle DiMarco, acteur, militant sourd et ancien étudiant de l'université Gallaudet, va développer l'ouvrage Deaf President Now! The 1988 Revolution at Gallaudet University (2003), de John B. Christiansen et Sharon N. Barnartt, en long métrage avec la société Concordia Studio, dont il est producteur aux côtés de Jonathan King.

« Lorsque Nyle m'a parlé du mouvement Deaf President Now et de son combat pour les droits civiques pour tout le monde, pas seulement pour les Sourds, je savais que nous devions raconter cette histoire. C'est à la fois encourageant et viscéralement cinématographique de témoigner ces manifestations menées par des étudiants sourds dans la capitale du pays au milieu d'une année électorale. »

— Jonathan King
Ils écrivent une centaine version, à partir des brouillons rédigés par d'autres scénaristes, pour en arriver à un script qui ne leur semble pas être au bon format. Nyle DiMarco rencontre Davis Guggenheim, à qui il montre le scénario. Ce dernier, après avoir lu un brouillon, lui répond : « Non, non, non, cela doit être fait en documentaire. Ce serait tellement mieux de cette façon, et c'est un format qui peut vraiment parler à l'histoire », en mettant Jerry Covell, Bridgetta Bourne-Firl, Tim Rarus et Greg Hlibok — les meneurs sourds du mouvement — en première place parce que, pour lui, « c'est une injustice que l'histoire n'ait pas été racontée ».
Mi-décembre 2024, Nyle DiMarco et Davis Guggenheim sont co-réalisateurs de ce film, dont la société Apple Original Films ont acquis les droits de diffusion sur le plateforme Apple TV+,.

### Musique
Mi-décembre 2024, le compositeur, Marco Beltrami, est annoncé en train de mettre ce film documentaire en musique.

## Accueil

### Festivals et sortie
Mi-décembre 2024, Deaf President Now! est sélectionné dans la section « Premieres » du Festival du film de Sundance et projeté, en avant-première mondiale, le 28 janvier 2025, ainsi que le 11 mars 2025, dans la section « Festival Favorite » du Festival du film de South by Southwest,, où il remporte le prix du public.
Le 11 avril 2025, le film est également projeté dans l'auditorium Elstad de l'université Gallaudet, en partenariat avec Apple TV+, en présence de Nyle DiMarco et Davis Guggenheim, ainsi que les militants, Jerry Covell, Tim Rarus, Irving King Jordan, Greg Hlibok, Bridgette Bourne-Firl, et les producteurs, Jonathan King et Amanda Rohlke.
Il est diffusé le 16 mai 2025 sur la plateforme Apple TV+.

### Accueil critique
Sur le site d'agrégation de critiques Rotten Tomatoes, Deaf President Now! obtient 100 % d'avis favorables, pour 33 critiques. Sur le site Metacritic, qui utilise une moyenne pondérée, il obtient la note de 82⁄100 pour 10 critiques mentionnant « généralement favorable ».
Daniel Fienberg, du magazine The Hollywood Reporter, souligne que le documentaire « conduit à un apogée qui, avec émotion, entraîne à leur façon et qui voudrait informer le « Pourquoi avons-nous encore besoin d'interprètes en langue des signes américaine lors de la manifestation ? » ».
Michael O'Sullivan, du journal The Washington Post, précise que « c’est une manifestation de ce que les meneurs ont changé se heurte encore trop souvent : des oreilles qui sont métaphoriquement sourdes à l’évidence. »
Alissa Wilkinson, du journal The New York Times, ajoute qu'« il ne s’agit pas seulement d’une histoire sur un moment historique : il s’agit également des manières dont le mouvement des étudiants sourds a donné lieu à des arguments visant sur les droits des personnes handicapées, et le comment les droits de chacun dépendent des droits de tous. »

## Distinctions

### Récompense
- Festival du film de South by Southwest 2025 : prix du public[26]

### Sélection
- Festival du film de Sundance 2025 : section « Premieres »[1]

### Vidéo
- (en) [vidéo] THR, « 'Deaf President Now!' Directors & Participants on Importance of This Story — THR Studio at Park City », sur YouTube, 31 janvier 2025.